# Il figlio dello sceicco (film 1962)
Il figlio dello sceicco è un film del 1962 diretto da Mario Costa.